# Aillianville
Aillianville est une commune française située dans le département de la Haute-Marne, en région Grand Est.

## Géographie

### Localisation
La localité est traversée par l'ancienne route nationale 427 qui la relie à Trampot et à Liffol-le-Grand.

### Hydrographie
La commune est traversée par la ligne de partage des eaux entre les bassins versants de la Meuse et de la Seine au sein respectivement du bassin Rhin-Meuse et du bassin Seine-Normandie. Elle n'est drainée par aucun cours d'eau,.

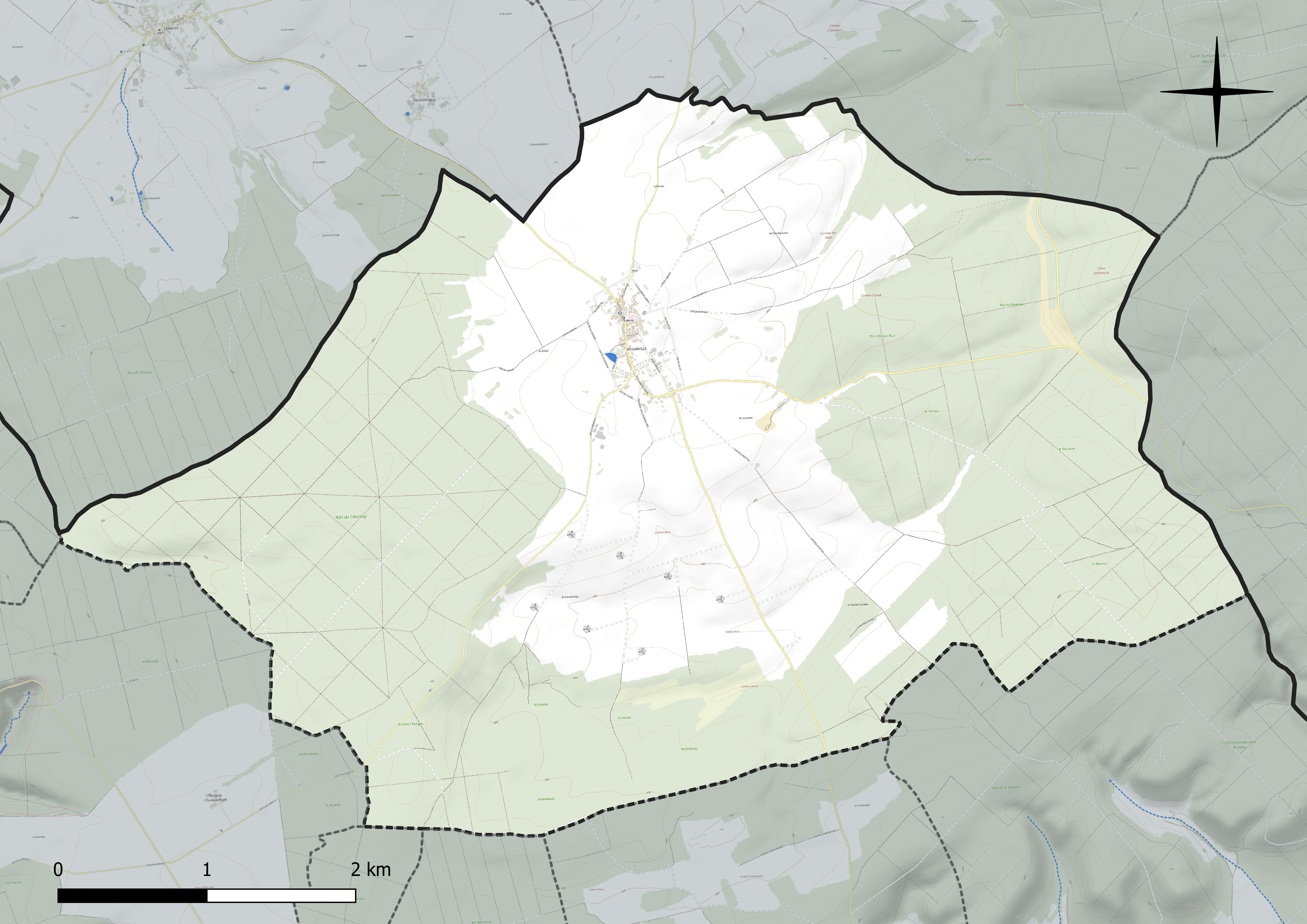
Réseau hydrographique d'Aillianville.

### Climat
Pour des articles plus généraux, voir Climat du Grand Est et Climat de la Haute-Marne.
En 2010, le climat de la commune est de type climat de montagne, selon une étude du Centre national de la recherche scientifique s'appuyant sur une série de données couvrant la période 1971-2000. En 2020, Météo-France publie une typologie des climats de la France métropolitaine dans laquelle la commune est exposée à un climat océanique altéré et est dans la région climatique Lorraine, plateau de Langres, Morvan, caractérisée par un hiver rude (1,5 °C), des vents modérés et des brouillards fréquents en automne et hiver.
Pour la période 1971-2000, la température annuelle moyenne est de 9,2 °C, avec une amplitude thermique annuelle de 16,6 °C. Le cumul annuel moyen de précipitations est de 986 mm, avec 13,4 jours de précipitations en janvier et 9,3 jours en juillet. Pour la période 1991-2020, la température moyenne annuelle observée sur la station météorologique de Météo-France la plus proche, « Busson_sapc », sur la commune de Busson à 9 km à vol d'oiseau, est de 10,1 °C et le cumul annuel moyen de précipitations est de 1 085,5 mm. 
La température maximale relevée sur cette station est de 39,1 °C, atteinte le 25 juillet 2019 ; la température minimale est de −17,7 °C, atteinte le 5 janvier 1995,,.
Les paramètres climatiques de la commune ont été estimés pour le milieu du siècle (2041-2070) selon différents scénarios d'émission de gaz à effet de serre à partir des nouvelles projections climatiques de référence DRIAS-2020. Ils sont consultables sur un site dédié publié par Météo-France en novembre 2022.

## Urbanisme

### Typologie
Au 1er janvier 2024, Aillianville est catégorisée commune rurale à habitat dispersé, selon la nouvelle grille communale de densité à sept niveaux définie par l'Insee en 2022.
Elle est située hors unité urbaine. Par ailleurs la commune fait partie de l'aire d'attraction de Neufchâteau, dont elle est une commune de la couronne,. Cette aire, qui regroupe 72 communes, est catégorisée dans les aires de moins de 50 000 habitants,.

### Occupation des sols
L'occupation des sols de la commune, telle qu'elle ressort de la base de données européenne d’occupation biophysique des sols Corine Land Cover (CLC), est marquée par l'importance des forêts et milieux semi-naturels (63,9 % en 2018), une proportion identique à celle de 1990 (63,9 %). La répartition détaillée en 2018 est la suivante : forêts (61,2 %), terres arables (27,8 %), prairies (7,2 %), milieux à végétation arbustive et/ou herbacée (2,6 %), zones urbanisées (1,1 %). L'évolution de l’occupation des sols de la commune et de ses infrastructures peut être observée sur les différentes représentations cartographiques du territoire : la carte de Cassini (XVIIIe siècle), la carte d'état-major (1820-1866) et les cartes ou photos aériennes de l'IGN pour la période actuelle (1950 à aujourd'hui).

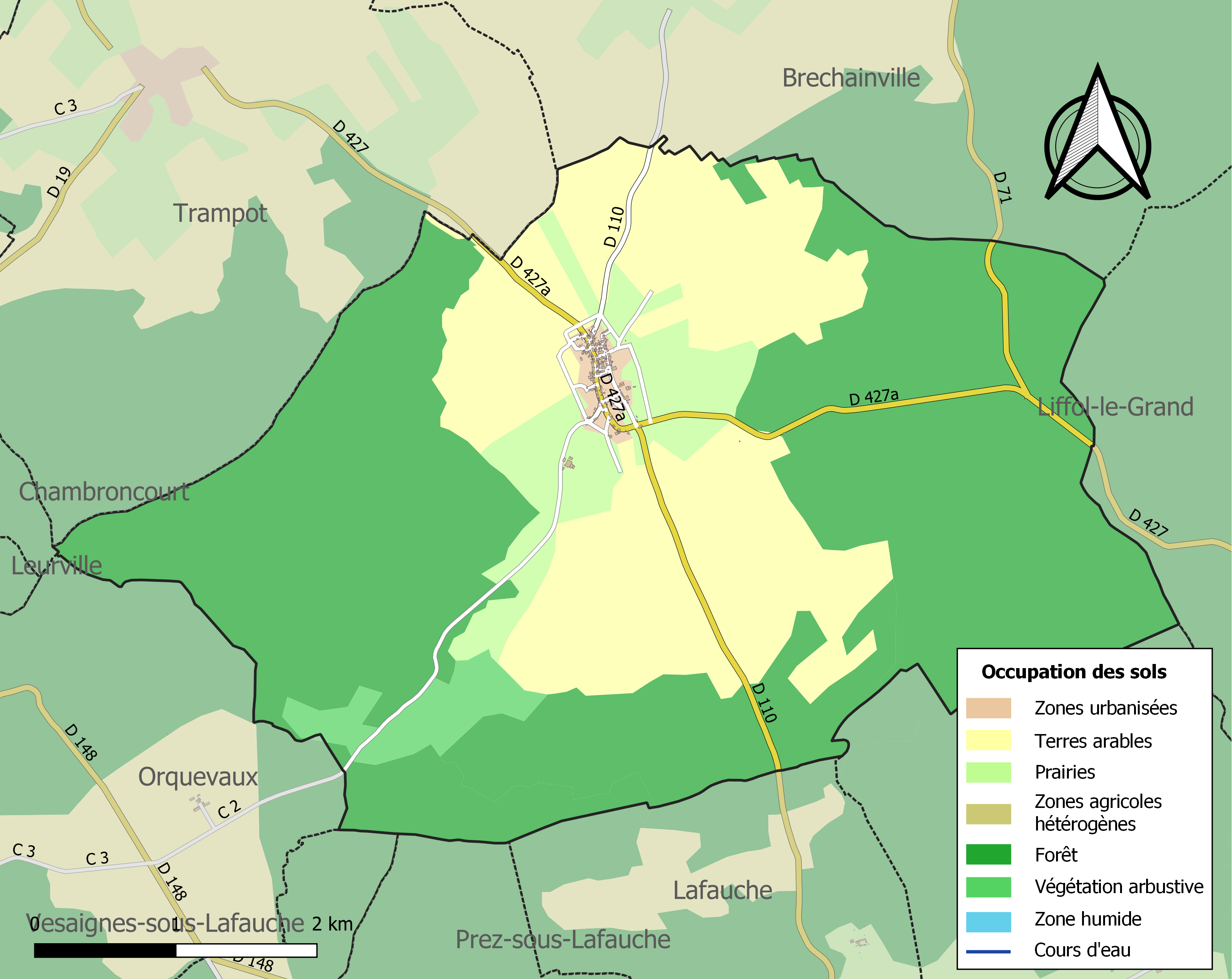
Carte des infrastructures et de l'occupation des sols de la commune en 2018 (CLC).

## Toponymie
Le nom de la localité est attesté sous les formes Allenville (vers 1172) ; Alainvilla (1402) ; Aillainville (1446) ; Aillanville (1473) ; Allanville (1626) ; Allianville (1688) ; Aillianville (1858).

## Politique et administration

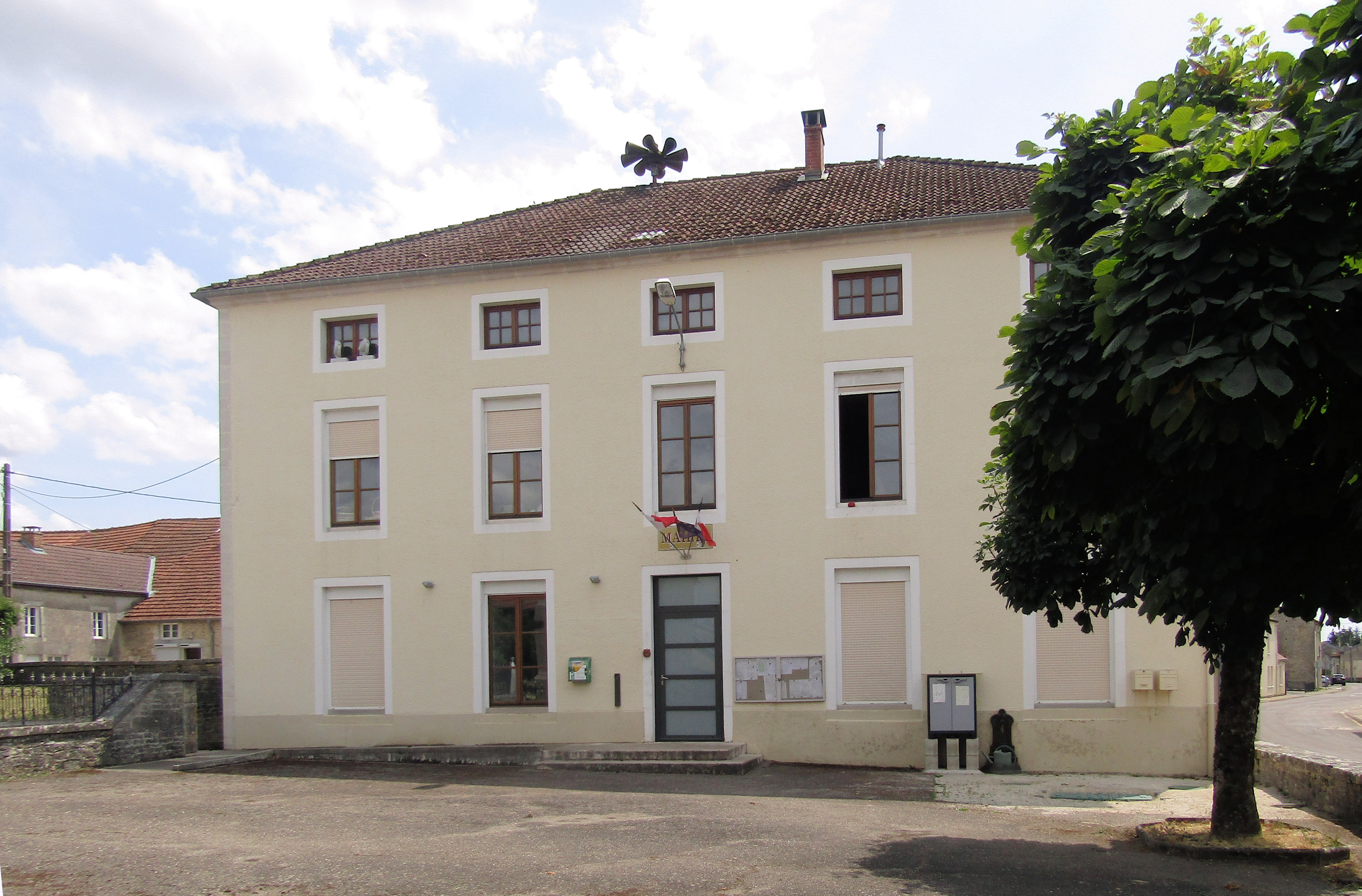
La mairie.

| Période                                  | Période   | Identité           | Étiquette | Qualité  |
| ---------------------------------------- | --------- | ------------------ | --------- | -------- |
| mars 2001                                | mars 2008 | Nicole Desnouveaux | UMP       |          |
| mars 2008                                | mai 2020  | Gilles Liégeois    | DVD       | Retraité |
| mai 2020                                 | En cours  | Philippe Leroux    |           |          |
| Les données manquantes sont à compléter. |           |                    |           |          |

## Population et société

### Démographie

#### Évolution démographique
L'évolution du nombre d'habitants est connue à travers les recensements de la population effectués dans la commune depuis 1793. Pour les communes de moins de 10 000 habitants, une enquête de recensement portant sur toute la population est réalisée tous les cinq ans, les populations de référence des années intermédiaires étant quant à elles estimées par interpolation ou extrapolation. Pour la commune, le premier recensement exhaustif entrant dans le cadre du nouveau dispositif a été réalisé en 2004.

En 2022, la commune comptait 142 habitants, en évolution de −17,44 % par rapport à 2016 (Haute-Marne : −4,62 %, France hors Mayotte : +2,11 %).
| 1793 | 1800 | 1806 | 1821 | 1831 | 1836 | 1841 | 1846 | 1851 |
| ---- | ---- | ---- | ---- | ---- | ---- | ---- | ---- | ---- |
| 385  | 384  | 395  | 392  | 508  | 495  | 509  | 490  | 517  |

| 1856 | 1861 | 1866 | 1872 | 1876 | 1881 | 1886 | 1891 | 1896 |
| ---- | ---- | ---- | ---- | ---- | ---- | ---- | ---- | ---- |
| 503  | 543  | 541  | 490  | 491  | 469  | 451  | 461  | 428  |

| 1901 | 1906 | 1911 | 1921 | 1926 | 1931 | 1936 | 1946 | 1954 |
| ---- | ---- | ---- | ---- | ---- | ---- | ---- | ---- | ---- |
| 407  | 401  | 356  | 317  | 290  | 330  | 325  | 287  | 277  |

| 1962 | 1968 | 1975 | 1982 | 1990 | 1999 | 2004 | 2006 | 2009 |
| ---- | ---- | ---- | ---- | ---- | ---- | ---- | ---- | ---- |
| 293  | 295  | 229  | 203  | 194  | 185  | 170  | 166  | 162  |

| 2014 | 2019 | 2022 | - | - | - | - | - | - |
| ---- | ---- | ---- | - | - | - | - | - | - |
| 170  | 150  | 142  | - | - | - | - | - | - |

## Culture locale et patrimoine

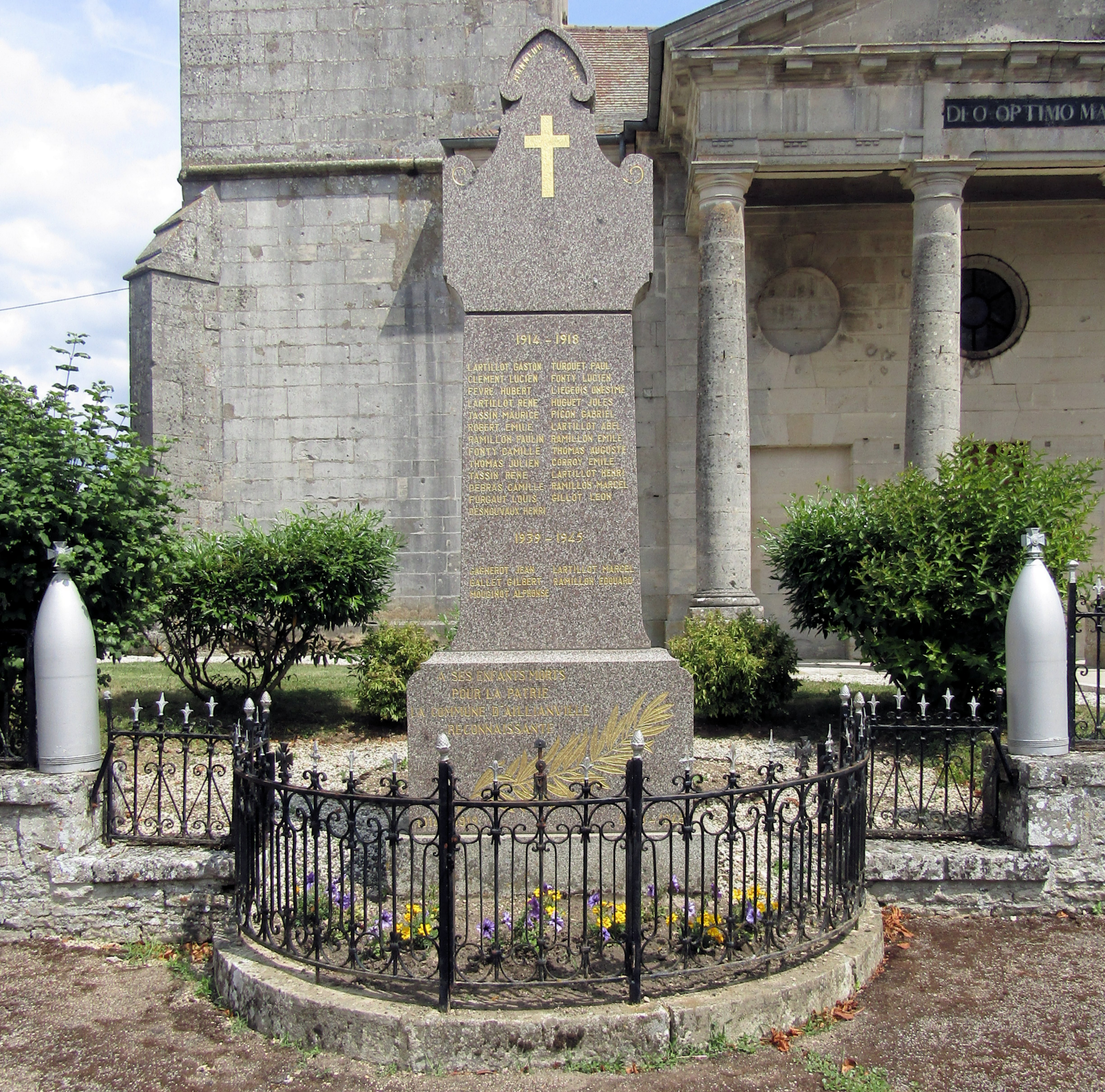
Le monument aux morts.

### Lieux et monuments
- Église Saint-Martin

### Personnalités liées à la commune
- Jean-Baptiste Salme (1766-1811), général de division de la Révolution et de l'Empire, tombé au champ d'honneur à Tarragone.
- La mère du poète Bernard Diez - Bernard Lorraine en poésie - est née à Aillianville.

### Héraldique
| Armes de Aillianville | Les armes d'Aillianville se blasonnent ainsi : Parti, d'argent à un chêne arraché de sable feuillé de sinople surmontée d'une couronne de baron d'or, et coupé ; au premier d'or à une bande de gueules chargée de trois alérions d'argent, à un lion du champ brochant et au chef de France moderne (d'azur à trois fleurs de lys d'or), au second de Champagne (d'azur à la bande d'argent côtoyée de deux doubles cotices potencées et contre-potencées de dix pièces d'or). |